# Centre d'études supérieures de musique et de danse de Toulouse
Le Centre d'études supérieures de musique et de danse de Toulouse (CESMD) aujourd'hui institut supérieur de arts et du design de Toulouse, est un établissement fondé en 1993 à l’initiative de l’État, de la ville de Toulouse et de l’Université de Toulouse le Mirail (aujourd’hui Université de Toulouse – Jean Jaurès) sous la direction de Marc Bleuse. En 2011, suivant les préconisations de l’État, le CESMD est devenu le département spectacle vivant de l’isdaT — institut supérieur des arts et du design de Toulouse, au sein de l’établissement public de coopération culturelle (EPCC) auquel a également adhéré l’École supérieure des Beaux-Arts de Toulouse, devenue le département beaux-arts.
Les missions de l’isdaT s’inscrivent dans la réforme nationale de décentralisation et de restructuration de l’enseignement supérieur artistique en l’adaptant au système Licence, Master, Doctorat (accord de Bologne). À l’instar de tous les établissements (Pôles supérieurs et CNSMD de Paris et Lyon), l'isdaT délivre des diplômes d’État (DE) mais également des diplômes nationaux supérieurs professionnels de musiciens (DNSPM) reconnus partout en Europe.

## Formation

### Offre de formation
Dirigé par Noémie L. Robidas de 2012 à 2018, les départements musique et danse de l’isdaT font partie des Pôles supérieurs habilités par le ministère de la Culture. En collaboration avec le Conservatoire à Rayonnement Régional de Toulouse, le Conservatoire à Rayonnement Départemental de Montauban, l’Université Toulouse – Jean Jaurès (anciennement le Mirail) et l’École des musiques vivaces Music’Halle, l'isdaT offre des formations supérieures professionnelles en musique et danse à plus de 150 étudiants inscrits à temps complet.
Les départements musique et danse de l'isdaT constituent également un centre de ressources pour l’ensemble des professionnels de la région. Ils proposent des formations continues diplômantes et non diplômantes, et l’accès aux diplômes par la voie de la validation des acquis de l’expérience (VAE).
De plus, le département danse de l'isdaT organise au nom de l’État pour tout le sud de la France deux sessions annuelles d’examen d’aptitude technique (EAT) en danse, donnant accès au cursus du diplôme d’État de professeur de danse. Plus de 500 candidats s’y présentent annuellement.

### Diplômes délivrés
- Diplôme National Supérieur Professionnel de Musicien : bac+3
- Diplôme d’État de professeur de musique : bac+3
- Diplôme d’État de professeur de danse : bac+2.
- Master Interprétation musicale délivré conjointement par l’Université Toulouse — Jean Jaurès et l’isdaT[4].